# Александрія (Плонський повіт)
Александрія (пол. Aleksandria) — село в Польщі, у гміні Нове Място Плонського повіту Мазовецького воєводства.
Населення — 25 осіб (2011).
У 1975-1998 роках село належало до Цехановського воєводства.

## Демографія
Демографічна структура станом на 31 березня 2011 року:
|          | Загалом | Допрацездатний вік | Працездатний вік | Постпрацездатний вік |
| -------- | ------- | ------------------ | ---------------- | -------------------- |
| Чоловіки | 14      | 0                  | 12               | 2                    |
| Жінки    | 11      | 1                  | 8                | 2                    |
| Разом    | 25      | 1                  | 20               | 4                    |